# Bagnolo (Forlì)
Bagnolo è una piccola frazione del comune di Forlì, attraversata dal fiume Ronco, a poco più di 5 km dal centro della città.

## Storia
Il toponimo non è di origine certa, ma potrebbe derivare dall'omonimo ponte sul fiume, di antica origine, che per estensione avrebbe dato il nome anche all'area circostante. Secondo Sigismondo Marchesi il ponte sarebbe stato edificato nel 1442 da Antonio Ordelaffi, riedificato nel 1860 in pietra in sostituzione di quello precedente in legno. Le prime certe testimonianze di Bagnolo risalgono al 1500 con la descrizione della chiesa.
Essendo una frazione di pianura ubicata in direzione di Ravenna, era una dei primi centri abitati che si incontrava prima di giungere a Forlì e le cronache la ricordano come frequente sede di accampamenti di eserciti, saccheggi e scorrerie.

## Chiesa
Attestazioni certe della chiesa, intitolata a San Michele, risalgono la XVI secolo.  La chiesa presentava pregevoli caratteristiche ma nulla è più rimasto della originaria chiesa sia a causa dei rifacimenti nel corso dei secoli sia, soprattutto, per la devastazione a seguito della Seconda Guerra Mondiale.
Gli ultimi lavori di rifacimento avvennero nel 1925 ad opera del parroco Natale Balestri. La chiesa fu decorata da Evangelisti Ermanno di Forlimpopoli. La caratteristica più pregevole della chiesa era la caratteristica torre campanaria, circolare, innestata su una base quadrangolare probabile residuo di un'antica torre appartenente ad un castello o ad una rocca di cui non rimangono tracce. Distrutto durante la seconda guerra mondiale, fu ricostruito in forme moderne negli anni '50.